# Вояж FM
«Вояж FM» — «Золотые 90-е» — радиостанция, вещавшая с 20 марта 2009 года по 29 сентября 2010 года на частоте 96.0 FM в Москве.

## История
В марте 2009 года владелец сети магазинов «Настроение» Олег Чамин договорился о совместном проекте по развитию последней свободной частоты в московском FM-диапазоне с «Профмедиа (ВКПМ)». Радиостанция запускалась как альтернатива петербургскому «Дорожному радио», которое тоже в это время собиралось начать вещание в Москве. Создать на этой частоте станцию Олег Чамин пытался не раз: «Караван FM» в 2007 году и молодёжное радио UFM в 2008. По факту вещания данных станций на 96.0 FM не было. Не менее 25 % объёма вещания должно было приходиться на популяризацию исторических и культурных ценностей народов России. Чамин получал долю от рекламных доходов радиостанции, а ВКПМ занимался формированием программной политики и продажей рекламы.
При запуске была предложена концепция радио путешествий, туристического радио. Такой формат имел шансы на коммерческий успех в силу новизны, но от него отказались. В июле 2009 года в эфире появился слоган «Золотые 90-е», а к октябрю под эту концепцию полностью изменился формат вещания. В эфире звучали «золотые хиты» 90-х. Соотношение отечественных песен к зарубежным составляло 50/50. Ночью эфир был заполнен программами про путешествия, музеи, также транслировались аудиокниги.
По данным TNS Russia, в апреле-июне 2010 «Вояж FM» была 51-й по аудитории станцией в Москве: 78,3 тыс. человек в сутки (0,8 %), в мае-июле — 49-й (81,5 тыс. человек в сутки или 0,9 %). Реализовать проект не удалось и владелец радиостанции Олег Чамин в июле 2010 года объявил о продаже частоты 96.0. Предложения сделали «Русская медиагруппа», ВКПМ, «Европейская медиагруппа» и петербуржская компания «Центр новых технологий» («Дорожное радио»).
По итогам конкурса Чамин продал частоту «Центру новых технологий», и с сентября 2010 года на ней вещает «Дорожное радио», в 2014 году вошедшее в состав «Европейской медиагруппы».